# Dani Da Rosa
Daniel Da Rosa (Asunción, 17 de julio de 1978), más conocido como Dani Da Rosa, es un actor, director y productor paraguayo de cine y televisión. Es conocido por su protagonismo en la telenovela paraguaya Papá del corazón y por su labor como conductor del programa de televisión Tercer Tiempo.

## Biografía
Comenzó realizando sus primeros trabajos en la radio a los 13 años. Posteriormente, en la universidad, estudió Ciencias de la Comunicación. Tras terminar sus estudios, se desempeñó como actor de telenovelas, actuando en la primera telenovela paraguaya Papá del corazón y trabajó como productor y actor en la película Leal y luego fue productor de la película Gracias Gauchito.
Estuvo en Teledeportes Paraguay desde 1998 hasta 2003.
Trabajó en programas de televisión como presentador en Rojo, Justo a tiempo, Calle 7 Paraguay, La academia y Pequeños Gigantes.
Tuvo la oportunidad de trabajar con la actriz paraguaya Lali González en el programa de concursos Escape perfecto (Paraguay) en el canal Telefuturo.
En 2016 deja Telefuturo para crear nuevos proyectos en otra cadena televisiva, ya que sería en el Trece donde trabajaría en estos años.
En 2020 crea y produce junto con Enrique Pavón y Alejandro Cabral la serie de televisión Hotel Ja Ja transmitida por Trece.
En 2021 es conductor de los programas de televisión Tercer Tiempo y Será un gran día, ambas transmitidas en la cadena de televisión Trece.

## Filmografía

### Telenovelas y programas de televisión
| Año           | Programa               | Canal      |
| ------------- | ---------------------- | ---------- |
| 2005          | Rojo Fama Contra fama  | Canal 13   |
| 2008          | Papá del corazón       | Telefuturo |
| 2009          | De mil amores          | Telefuturo |
| 2010          | Justo a Tiempo         | Telefuturo |
| 2011/2016     | Calle 7 Paraguay       | Telefuturo |
| 2010-presente | Tercer Tiempo          | Trece      |
| 2012          | Rojo Paraguay          | Telefuturo |
| 2013          | La academia (Paraguay) | Telefuturo |
| 2014          | Pequeños gigantes      | Telefuturo |
| 2015          | Golpe al agua          | Telefuturo |
| 2015          | El Mañanero            | La Tele    |
| 2016          | Escape perfecto        | Telefuturo |
| 2019-presente | Será un gran día       | Trece      |
| 2022-presente | 100 paraguayos dicen   | Trece      |

### Cine
| Año  | Trabajo                           | Rol              | Notas                |
| 2018 | Leal, solo hay una forma de vivir | Oficial Espínola | personaje secundario |